# Centro (Moca)
Centro es un barrio ubicado en el municipio de Moca en el estado libre asociado de Puerto Rico. En el Censo de 2010 tenía una población de 1056 habitantes y una densidad poblacional de 102,99 personas por km².

## Geografía
Centro se encuentra ubicado en las coordenadas 18°25′11″N 67°5′59″O / 18.41972, -67.09972. Según la Oficina del Censo de los Estados Unidos, Centro tiene una superficie total de 10.25 km², que corresponden a tierra firme.

## Demografía
Según el censo de 2010, había 1056 personas residiendo en Centro. La densidad de población era de 102,99 hab./km². De los 1056 habitantes, Centro estaba compuesto por el 87.5% blancos, el 4.17% eran afroamericanos, el 0.47% eran asiáticos, el 7.1% eran de otras razas y el 0.76% pertenecían a dos o más razas. Del total de la población el 99.91% eran hispanos o latinos de cualquier raza.